# Oblast Mykolajiv
De oblast Mykolajiv (Oekraïens: Миколаївська область, Mykolajivs’ka oblast’) is een oblast in het zuiden van Oekraïne. De hoofdstad is Mykolajiv en de oblast heeft 1.108.394 inwoners (2021).

## Geografie
De oblast wordt vooral gekenmerkt door de benedenloop van de Zuidelijke Boeg. Deze rivier mondt uit in de Boeg-liman die samen met de Dnjepr-liman de Dnjepr-Zuidelijke Boeg-liman vormt die uiteindelijk uitmondt in de Zwarte Zee. Het landschap wordt bepaald door de Pontisch-Kaspische Steppe.